# Víctor Senra
Víctor Manuel Senra Carreira (Dumbría; 23 de julio de 1984) más conocido como Víctor Senra, es un piloto de rally español. Fue campeón gallego de rally en 2017, 2018,2019, 2020, 2021, 2022, 2023 y 2024 del Volante RACC de Galicia en 2006, de la Copa Vehículos FIA y del trofeo R2 en 2015 y logró dos victorias en el Campeonato de España de Rally (Llanes 2013 y Ferrol 2016).
Hijo del también piloto Manuel Senra, comenzó de pequeño en la modalidad de karting donde fue campeón júnior en 1999 y luego dio el salto a los rallyes aunque también ha participado en otras categorías como la montaña.

## Trayectoria
Debutó en competición en la modalidad de karting en el año 1996, donde logró el subcampeonato gallego en la categoría júnior en 1998. Ese mismo año también debuta en autocross con un Peugeot 106. En 1999 de nuevo es segundo en el campeonato júnior de karting y más tarde en 2001 logra el título pero ya en la categoría Inter-A. Acude a Portugal para participar en las 6 Horas de Rallycross de Lousada donde termina segundo. En 2003 participa en el Campeonato Nacional de Velocidad de Portugal y debuta en montaña en la Subida a Chantada y en rallies en el Rally Botafumeiro de 2003 con un Peugeot 106 Kit Car. Ese año abandonaría de manera definitiva el mundo del karting. Al año siguiente disputa varias pruebas del regional gallego con el 106 consiguiendo dos cuartos (Rally de Noia y Botafumeiro) puestos como mejores resultados. Acude además a Portugal donde es segundo en el Rali a Vila Verde-Extra. Debuta en el campeonato de España, en el Raly Vila Joiosa a bordo de un Peugeot 206 XS finalizando en vigésimo séptima posición. Salvo en Cantabria donde sufre un accidente, termina las siete pruebas que disputa siendo su mejor posición vigésimo primero en Orense. Debuta también en el nacional de tierra participando en las dos citas de Orense con el 106 finalizando décimo quinto y décimo tercero.

### Volante RACC
Al año siguiente alterna el campeonato gallego y de España. Disputa el Vila Joiosa con un Citroën C2 GT donde abandona al igual que en la prueba Orensana de tierra pero si consigue terminar las dos citas regionales: Albariño con un séptimo puesto y Narón donde es undécimo. Los problemas mecánicos en Orense le impiden acabar de nuevo la quinta cita del nacional de asfalto. Sí consigue terminar las tres siguientes pruebas del calendario con un decimotercer puesto en Ferrol como mejor resultado. En cambio en el regional gallego es séptimo en el Lacón y octavo en el Botafumeiro resultados que le permiten proclamarse campeón del Volante RACC. Este triunfo le abre las puertas del programa de promoción de pilotos del RACC que le proporciona el volante de un Mitsubishi Lancer Evo IX con el que disputa el calendario nacional casi al completo. A pesar de tres abandonos, dos por avería y uno por accidente (Príncipe de Asturias) termina el resto de pruebas y logra su primer podio en el nacional con un segundo puesto en el Rally de Ferrol. Finaliza sexto en la clasificación final del certamen y logra además el subcampeonato en la Mitsubishi Evo Cup y el quinto puesto en el grupo N. Acude a Noia donde es segundo y en el Botafumeiro logra su primera victoria en el regional gallego. Al año siguiente participa en el Desafío Peugeot Nacional donde logra la victoria en Vila Joiosa y termina tercero en la clasificación final.

### Producción Rallye Racing

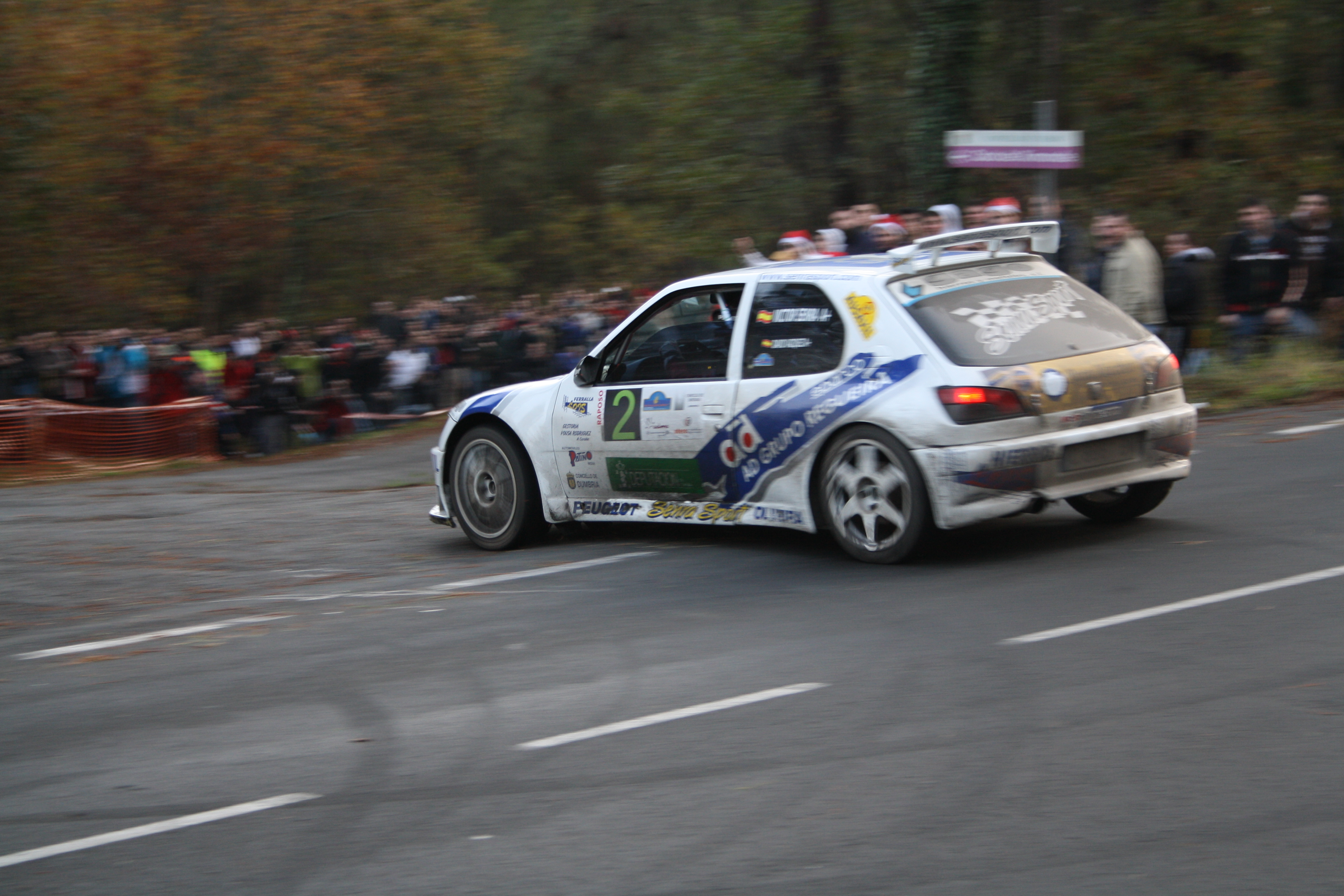
Víctor Senra con el Peugeot 306 Maxi en el Rally Botafumeiro de 2011, prueba del regional gallego donde venció en cinco ocasiones, tres de ellas con el 306.

En 2009 se hace con un Mitsubishi Lancer Evo X preparado por RMC con el participa en la Producción Rallye Racing (PPR), una copa que alterna pruebas del nacional de asfalto y de tierra, donde consigue ser segundo con victorias en el Shalymar, Cataluña, Príncipe, Cantabria y es segundo en Cabanas, Guijuelo y tercero en Lanzarote. Finaliza sexto además en la Mitsubishi Evo Cup. Ese año hace su debut en el campeonato del mundo con el Evo X en el Rally Cataluña siendo vigésimo primero. En 2010 alterna su programa con el Evo X por otras monturas. 
En el Rallye Torrié de Portugal participa con un Peugeot 206 S1600 con el que es quinto, mientras que en el nacional de asfalto logra subirse al podio en Cantabria, Ferrol, Príncipe (inscrito con un Ford Fiesta S2000) y Madrid. Acude al Cataluña esta vez con un Ford Fiesta R2 pero sin fortuna. En Galicia gana de nuevo el Botafumeiro, en esta ocasión con el Peugeot 306 Maxi, y vence también en la Subida a Silleda, perteneciente al Campeonato de Galicia de Montaña. En la temporada 2012 al igual que en 2010 participa con el Evo X en el nacional y con el 306 en el regional. A pesar de los abandonos consigue subirse de nuevo al podio en el campeonato de España, esta vez en el Rías Bajas y Orense. En Galicia abandona en Noia y vence en el Botafumeiro al igual que en el Rally de Guriezo, prueba del campeonato cántabro.

### Yacar Racing

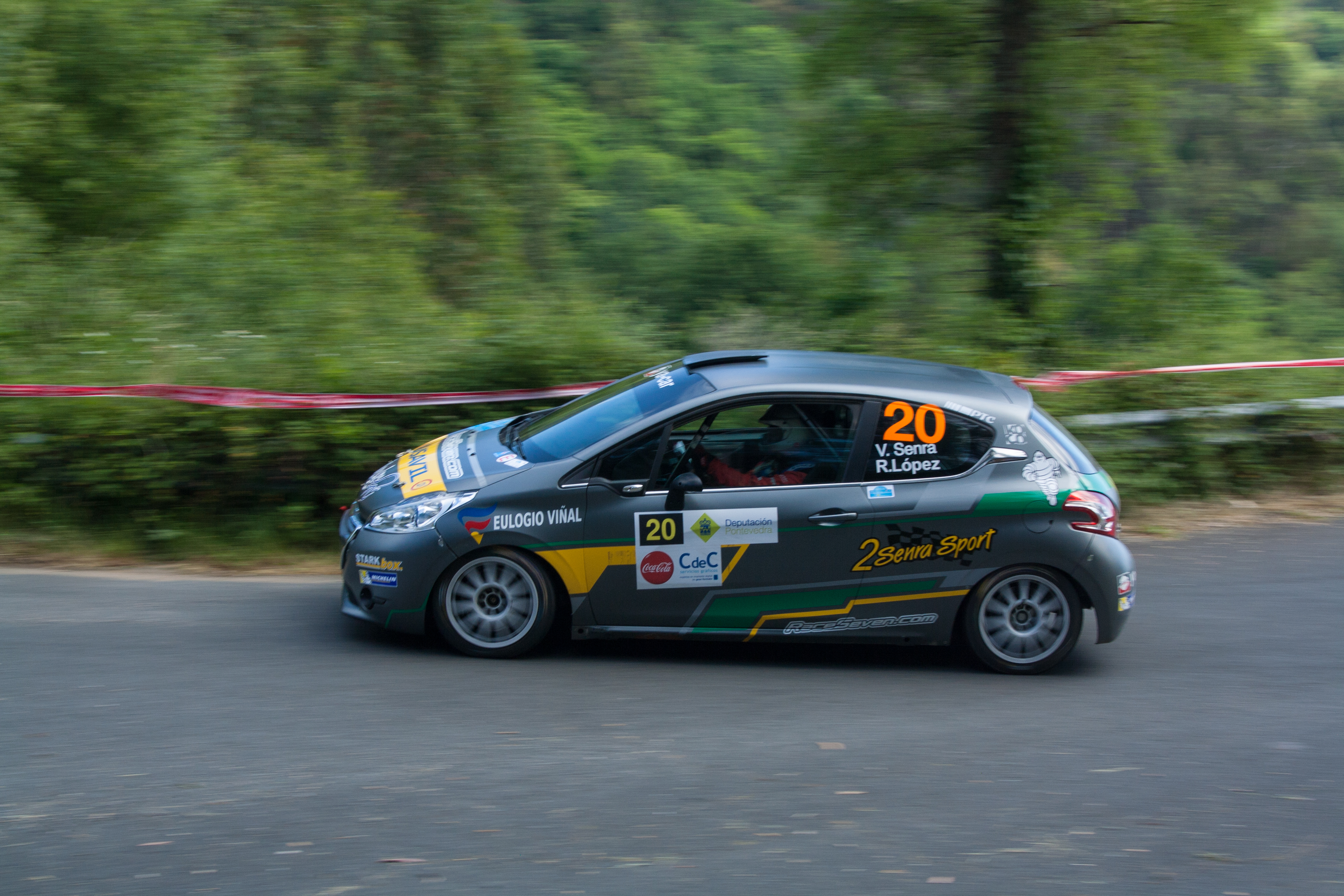
Senra con el Peugeot 208 R2 durante el Rally Rías Baixas de 2015.

En 2013 con el apoyo de Yacar Racing, participa en el nacional a bordo del Evo X con notables mejorías en cuanto a resultados. Finaliza en todas las pruebas salvo en Ferrol, y logra su primera victoria en el campeonato de España: Rally Villa de Llanes con Diego Vallejo como copiloto. Acude al Sierra Morena con un Porsche 997 GT3 RS 3.6 donde abandona por avería en el embrague.
En 2014 solo corre en Ferrol con un Citroën C2 preparado por RMC donde abandona por avería mecánica mientras que en Galicia, disputa Noia con un cuarto puesto, vence de nuevo en el Botafumeiro con un Evo X R4 y se retira en el Ulloa. Participa también en otras pruebas como el CAM Rally Festival de Portugal y el RallyMix de Cerceda con un Citroën DS3 Proto en ambas donde abandona y el RallyMix A Gudiña con un Citroën C2 donde es primero. En 2015 se centra en el nacional con un Peugeot 208 R2 preparado por Yacar logrando terminar entre los diez primeros en varias pruebas siendo dos octavos puestos sus mejores resultados. Al año siguiente sus participaciones vuelve a ser esporádicas. Con un Ford Fiesta R2 corre el CAM Rali Festival y el RallyMix de Touro; con el Ford Fiesta R5 el Rally de Noia y el Rally de Ferrol donde logra su segunda victoria absoluta en el campeonato de España y con el Polaris RZR 1000 en el RallyMix Concello de Barbadás.

### Campeón de Galicia
En 2017 con el Ford Fiesta R5 de Yacar Racing disputa el campeonato gallego logrando la victoria en las cuatro primeras citas del calendario: Coruña, Cocido, Noia y Narón. Es quinto en Orense y tercero en Lugo, resultados que le permiten proclamarse campeón gallego por delante de Alberto Meira. Se inscribe en Ferrol con el Ford Fiesta R5 logrando el segundo puesto.

## Resultados

### Campeonato de España de Rally
| Año  | Equipo          | Automóvil                | 1       | 2       | 3       | 4       | 5       | 6       | 7       | 8       | 9      | 10     | 11     | Pos. | Puntos |
| ---- | --------------- | ------------------------ | ------- | ------- | ------- | ------- | ------- | ------- | ------- | ------- | ------ | ------ | ------ | ---- | ------ |
| 2005 | Senra Sport     | Peugeot 206 XS           | VIL 27  | CNR     | CAN Ret | RBX 47  | OUR 21  | AVI     | FRR 25  | VLL 31  | PRI 32 |        |        |      |        |
| 2006 | Senra Sport     | Citroën C2 GT            | VIL Ret | CNR     | CAN     | RBX     | OUR Ret | AVI 31  | PRI     | FRR 13  | VLL 20 | CBR    |        |      |        |
| 2007 | RACC Motorsport | Mitsubishi Lancer Evo IX | VIL 8   | CNR     | CAN 5   | RBX Ret | OUR Ret | FRR 2   | PRI Ret | VLL 4   | CBR 9  |        |        | 6º   | 31     |
| 2008 | Senra Sport     | Peugeot 206 XS           | VIL 11  | CNR     | CAN 45  | RBX 16  | OUR     |         | PRI 14  | VLL     | SRM 18 | CBR 14 | SHA    |      |        |
| 2008 | Senra Sport     | Mitsubishi Lancer Evo IX |         |         |         |         |         | FRR Ret |         |         |        |        |        |      |        |
| 2009 | RMC Motorsport  | Mitsubishi Lancer Evo X  | VIL     | CNR     | CAN 6   | RBX Ret | OUR Ret | FRR 12  | PRI Ret | VLL     | SRM    | CBR    | SHA 14 |      |        |
| 2010 | RMC Motorsport  | Mitsubishi Lancer Evo X  | VIL Ret | CNR     | CAN 2   | RBX Ret | OUR 9   | FRR 3   |         | VLL Ret | SRM    | RCM 3  |        | 7º   | 144    |
| 2010 | RMC Motorsport  | Ford Fiesta S2000        |         |         |         |         |         |         | PRI 2   |         |        |        |        | 7º   | 144    |
| 2011 | Senra Sport     | Peugeot 306 Maxi         | VIL 4   | CNR     | CAN 3   | RBX Ret | ORN 2   |         | PRA     | VLL Ret | SRM    | RCM    |        | 10º  | 82     |
| 2011 | Senra Sport     | Peugeot 206 S1600        |         |         |         |         |         | FRR Ret |         |         |        |        |        | 10º  | 82     |
| 2012 | RMC Motorsport  | Mitsubishi Lancer Evo X  | CNR     | CAN Ret | RBX 3   | ORN 3   | FRR Ret | PRA Ret | VLL Ret | SRM     | RCM    |        |        | 16º  | 54     |
| 2013 | Yacar Racing    | Mitsubishi Lancer Evo X  | CNR 9   | CAN 6   | RIA 4   | ORE 4   | FER Ret | PRI     | LLA 1   |         | MAD    |        |        | 7º   | 129    |
| 2013 | Yacar Racing    | Porsche 997 GT3 RS 3.6   |         |         |         |         |         |         |         | SMO Ret |        |        |        | 7º   | 129    |
| 2014 | RMC Motorsport  | Citroën C2 R2 Max        | CNR     | SMO     | RBX     | OUR     | BIE     | FER Ret | PDA     | LLA     | CAN    | MAD    |        |      |        |
| 2015 | Yacar Racing    | Peugeot 208 R2           | VDA     | CNR 10  | SMO 10  | RBX 8   | OUR 8   | FER Ret | PDA 10  | LLA 11  | MAD 13 |        |        | 8º   | 99     |
| 2016 | Yacar Racing    | Ford Fiesta R5           | CNR     | ADE     | SMO     | FER 1   | CAN     | OUR     | PDA     | LLA     | MED    | MAD    |        | 19º  | 35     |
| 2017 | Yacar Racing    | Citroën DS3 R5           | SMO     | ECI     | ADE     | OUR     | FER 2   | PDA     | LLA     | CAN     | MED    | MAD    |        | 22º  | 32     |
| 2018 | Yacar Racing    | Peugeot 208 R2           | COC     | SMO     | ECI     | ADE     | OUR     | FER 7   | PDA     | LLA     | CAN    | MED    | MAD    | 32.º | 19     |
| 2019 | Yacar Racing    | Citroën C3 R5            | SMO     | ECI     | ADE     | OUR     | COC     | FER 3   | PDA     | LLA     | CAN    | MED    | MAD    | 25º  | 28     |
| 2020 | Yacar Racing    | Škoda Fabia Rally2 evo   | OUR     | FER 4   | PDA     | MED     | CAN     | MAD     |         |         |        |        |        | 15º  | 26     |

### Copa de España de Rallyes
| Año  | Equipo        | Automóvil              | 1       | 2     | 3       | 4     | 5     | 6     | 7   | 8   | Posi. | Puntos. |
| ---- | ------------- | ---------------------- | ------- | ----- | ------- | ----- | ----- | ----- | --- | --- | ----- | ------- |
| 2021 | Ya-Car Racing | Škoda Fabia Rally2 evo | SMO DNS | NAR   | NAR     | CLG   | PDA   | LLA   | COC | MED | -     | 0       |
| 2022 | Ya-Car Racing | Škoda Fabia Rally2 evo | COC 1   | NAR 1 | CLG Ret | FER 1 | RIA 1 |       |     |     | 1º    |         |
| 2022 | Ya-Car Racing | Hyundai i20 N Rally2   |         |       |         |       |       | EXT 1 |     |     | 1º    |         |

### Campeonato de España de Rally de Tierra
| Año  | Equipo         | Vehículo                | 1   | 2     | 3     | 4     | 5     | 6     | 7   | Posición | Puntos |
| ---- | -------------- | ----------------------- | --- | ----- | ----- | ----- | ----- | ----- | --- | -------- | ------ |
| 2009 | RMC Motorsport | Mitsubishi Lancer Evo X | PAL | GUI 8 | LAN ? | LAN 7 | CAN 4 | CAN 4 | ECA | 8º       | 39     |

### Campeonato de Galicia de Rally
| Año  | Equipo       | Automóvil                  | 1       | 2       | 3       | 4      | 5     | 6       | 7     | 8      | 9     | Pos. | Puntos |
| ---- | ------------ | -------------------------- | ------- | ------- | ------- | ------ | ----- | ------- | ----- | ------ | ----- | ---- | ------ |
| 2003 | Senra Sport  | Peugeot 106 Kit Car        | COC     | RDN     | ALB     | NAR    | SMA   | LUG     | FER   | BOT ?  |       |      |        |
| 2004 | Senra Sport  | Peugeot 106 Kit Car        | COC     | NOI 4   | VIG     | ALB 6  |       |         | BOT 4 | FRO    |       | 7º   | 471    |
| 2004 | Senra Sport  | Peugeot 206 XS             |         |         |         |        | CDN 9 | OUR 13  |       |        |       | 7º   | 471    |
| 2005 | Senra Sport  | Peugeot 206 XS             | COC     | SDC     | ALB     | NAR 21 | OBL   | BOT     | RDN 6 | SAN    |       |      |        |
| 2006 | Senra Sport  | Citroën C2 GT              | COC     | RDN     | ALB 7   | NAR 11 | CON ? | BXL ?   | LAC 7 | LUG 10 |       |      |        |
| 2006 | Senra Sport  | Mitsubishi Lancer Evo IX   |         |         |         |        |       |         |       |        | BOT 8 |      |        |
| 2007 | Senra Sport  | Mitsubishi Lancer Evo VIII | COC     | RDN 2   | ALB     | NAR    | CON   | LUG     | BXL   | BOT 1  |       |      |        |
| 2008 | Senra Sport  | Peugeot 206 XS             | COC Ret | RDN     | ALB     | NAR    | CON   | CDU     | LUG   | BXL    |       | -    | 0      |
| 2010 | Senra Sport  | Peugeot 306 Maxi           | CDU     | COC     | RDN     | CDN    | SDC   | LUG     | OBL   | BOT 1  |       |      |        |
| 2011 | Senra Sport  | Peugeot 306 Maxi           | COC     | RDN     | CDU     | CDN    | SDC   | LUG     | OBL   | SDG    | BOT 1 |      |        |
| 2012 | Senra Sport  | Peugeot 306 Maxi           | COC     | RDN Ret | CDU     | CDN    | SDC   | LUG     | RBS   | BOT 1  |       |      |        |
| 2013 | Senra Sport  | Mitsubishi Lancer Evo X    | SDG     | RDC     | RDN 2   | ULL    | CDN   | SDC     | LUG   | RBS    | BOT   |      |        |
| 2014 | Senra Sport  | Citroën C2 R2 Max          | RDC     | RDN 4   |         | CDN    | SDC   | ULL Ret | LUG   | RBS    | ETV   | 10º  | 154    |
| 2014 | Senra Sport  | Mitsubishi Lancer Evo X R4 |         |         | BOT 1   |        |       |         |       |        |       | 10º  | 154    |
| 2016 | Yacar Racing | Ford Fiesta R5             | NOI Ret | COC     | EUR     | NAR    | SDC   | SFR     | RBS   | CDU    |       | -    | 0      |
| 2017 | Yacar Racing | Ford Fiesta R5             | COR 1   | COC 1   | NOI 1   | CDN 1  | SDC   | OUR 5   | FRO 3 |        |       | 1º   | 1346   |
| 2018 | Yacar Racing | Ford Fiesta R5             | RDC 2   | NOI 2   | RBX Ret | NAR 1  | SDC 2 | BOT 1   | RBS 1 | SFR 1  | CDU   | 1º   | 1717   |
| 2019 | Yacar Racing | Citroën C3 R5              | RDC 2   | NOI 1   | RBX 1   | NAR 3  | SDC 1 | BOT 1   | RBS 1 | SFR    | MAL   | 1º   | 1682   |
| 2020 | Yacar Racing | Škoda Fabia R5 evo         | RDC 1   | SFR 1   | MAL 2   |        |       |         |       |        |       | 1º   | 245    |
| 2021 | Yacar Racing | Škoda Fabia Rally2 evo     | RDC 1   | PON 1   | SDC 1   | LAC 1  | MAL 1 | RBS 1   | SFR   | RRA    |       | 1º   | 660    |
| 2022 | Yacar Racing | Škoda Fabia Rally2 evo     | RDC 2   | NOI 1   | MAL 1   | PON 1  | SDC 1 | TIZ     | RBS 1 | SFR 3  |       | 1º   | 766    |
| 2022 | Yacar Racing | Citroën DS3 WRC            |         |         |         |        |       |         |       |        | RRA 1 | 1º   | 766    |
| 2023 | Yacar Racing | Citroën C3 WRC             | RDC 1   | NOI     | MLU     | PON    | SDC   | PTI     | FER   | SFR    | RRA   | 1º   |        |

| Predecesor: Alberto Meira | Campeón de Galicia de Rally 2017-2022 | Sucesor: |